# Gregg Sulkin

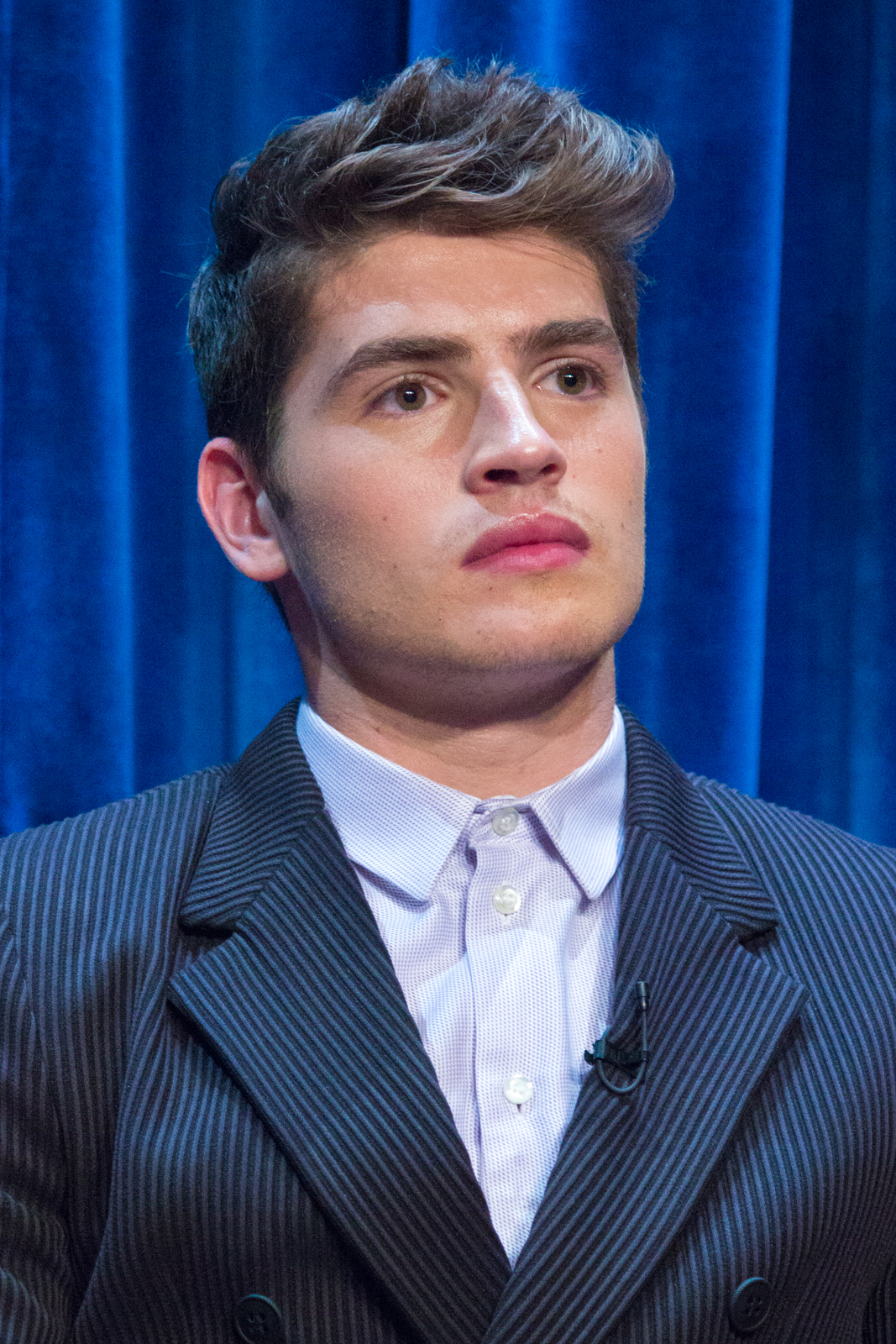
Gregg Sulkin im September 2014

Gregg Sulkin (* 29. Mai 1992 in London) ist ein britischer Schauspieler.
Bekannt wurde er durch die Rolle des JJ in der Disney-Channel-Serie As the Bell Rings und als Mason Greyback in Die Zauberer vom Waverly Place.

## Leben

### Privat
Sulkin ging auf die Highgate School in Nordlondon. Privat ist er gut mit seinen Die-Zauberer-vom-Waverly-Place-Kollegen David Henrie und Selena Gomez befreundet. Von 2015 bis 2016 war er mit der Schauspielerin Bella Thorne liiert, mit welcher er zuvor sechs Jahre befreundet war. Sulkin entstammt einer jüdischen Familie und hatte seine Bar Mitzvah Feier an der Klagemauer in Jerusalem. Neben der britischen Staatsbürgerschaft besitzt er seit 2018 auch die US-amerikanische.

### Karriere
Seine erste Filmrolle bekam er 2002 im Fernsehfilm Doktor Schiwago als Seryozha. 2006 bekam er seine erste große Rolle in dem Film Sixty Six als Bernie Rubens an der Seite von Helena Bonham Carter, Eddie Marsan und Catherine Tate. Von 2007 bis 2008 spielte er in der britischen Version von As the Bell Rings, die Rolle des JJ.
Von 2010 bis Januar 2012 spielte er die Rolle des Werwolfjungen Mason Greyback in der Disney-Channel-Serie Die Zauberer vom Waverly Place, wo er auch im Serienfinale zu sehen war. Außerdem spielte er 2010 in dem Disney Channel Original Movie Die Tochter von Avalon die Rolle des Will Wagner. 2012 und 2013 hatte er drei Gastauftritte in der zweiten Staffel der ABC-Family-Sitcom Melissa & Joey und vier Gastauftritte in der Rolle des Wesley Fitzgerald in der Serie Pretty Little Liars. Von 2014 bis 2016 spielte er an der Seite von Katie Stevens und Rita Volk die Hauptrolle als Liam Booker in der Comedyserie Faking It.

## Filmografie (Auswahl)

### Filme
- 2002: Doktor Schiwago
- 2006: Sixty Six
- 2006: Man on the Moon
- 2007: Rotten Apple
- 2009: The Heavy
- 2010: Die Tochter von Avalon (Avalon High)
- 2012: White Frog... Kraft unserer Liebe
- 2013: Die Rückkehr der Zauberer vom Waverly Place (The Wizards Return: Alex vs. Alex)
- 2013: Another Me – Mein zweites Ich (Another Me)
- 2014: Affluenza
- 2015: Criminals
- 2015: Anti-Social
- 2016: Don’t Hang Up
- 2017: Drink Slay Love
- 2018: Appgefahren – Alles ist möglich (Status Update)
- 2019: Cinderella Story: Ein Weihnachtswunsch (A Cinderella Story: Christmas Wish)
- 2024: The Six Triple Eight

### Serien
- 2007–2008: As the Bell Rings (26 Folgen)
- 2009: The Sarah Jane Adventures (2 Folgen)
- 2010–2012: Die Zauberer vom Waverly Place (23 Folgen)
- 2011: R. L. Stine’s The Haunting Hour (Folge 1x20)
- 2012: Melissa & Joey (3 Folgen)
- 2012–2013: Pretty Little Liars (4 Folgen)
- 2014–2016: Faking It (38 Folgen)
- 2016: Life in Pieces (Folge 1x20)
- 2016: Young & Hungry (Folge 4x06)
- 2017–2019: Marvel’s Runaways (33 Folgen)
- 2021: Pretty Smart (10 Folgen)